# Sananthachat Thanapatpisal
Sananthachat Thanapatpisal (tiếng Thái: ศนันธฉัตร ธนพัฒน์พิศาล, phiên âm: Sa-nan-tha-chát Tha-na-pát-pi-san, sinh ngày 20 tháng 06 năm 1994) còn có nghệ danh là Fon (ฝน), là một nữ diễn viên người Thái Lan. Cô được biết đến qua vai diễn Dao trong phim học đường đình đám Tuổi nổi loạn (2013–2015) và vai Jai trong Nam thần xe ôm (2018).

## Tiểu sử và học vấn
Vào tháng 8 năm 2016, Fon tốt nghiệp Khoa Giáo dục Khai phóng trường Đại học Mahidol với bằng Cử nhân Tiếng Anh.
Vào tháng 2 năm 2017, cô ra mắt thương hiệu "FOND", chủ yếu bán giày dép nữ.

## Sự nghiệp
Fon bắt đầu vào làng giải trí từ năm 2012 khi cô tham gia bộ phim truyền hình Muad Opas 2. Cô cũng đóng vai khách mời trong hai bộ phim ATM: Er Rak Error (ATM: Lỗi tình yêu) và Seven Something (Chuyện 7 năm).
Năm 2013, cô được chọn tham gia bộ phim truyền hình ăn khách Hormones: The Series (Tuổi nổi loạn), trong đó cô thủ vai Dao, một trong những nhân vật chính của loạt phim.
Năm 2014, Fon tham gia bộ phim kinh dị học đường ThirTEEN Terrors (Ngôi trường ma ám), trong đó cô đóng vai "Vee" cho tập đầu tiên mang tên "Wanida". Cô cũng thể hiện lại vai diễn Dao trong mùa thứ hai của Tuổi nổi loạn nơi cô phát triển một mối tình với nữ diễn viên Belle Kemisara Paladesh.
Năm 2015, cô tiếp tục đóng mùa thứ ba và cũng là mùa cuối cùng của loạt phim Hormones. Các nhân vật của Fon và Belle là những nhân vật duy nhất được duy trì từ dàn diễn viên ban đầu để miêu tả sự "tốt nghiệp" của các nhân vật trước đó và nhường chỗ cho một nhóm nhân vật mới sẽ đảm nhận vai chính mới (một số nhân vật trong đó đã được giới thiệu trong mùa 2 và 3 tương ứng). Các diễn viên ban đầu đã xuất hiện trong tập cuối cùng của mùa 3. Cùng năm đó, cô đóng vai Pear trong phim Torfun Kub Marvin (Vươn tới vì sao).
Năm 2016, Fon cùng với nữ diễn viên Hormones Sutatta Udomsilp, đóng vai chính trong bộ phim dài 4 tập I Hate You, I Love You (Ghét anh yêu anh) được phát sóng trên LINE TV từ ngày 24 tháng 9 đến ngày 14 tháng 1 năm 2017.
Năm 2017, Fon đóng cặp với nam diễn viên Nawat Phumphothingam trong sê-ri U-Prince: The Playful Comm-Arts (Chàng hoàng tử trong mơ: Chàng đạo diễn hài hước), phim được phát sóng từ ngày 4 tháng 12 đến ngày 25 tháng 12 năm 2016 trên đài GMM 25.
Cùng năm, cô tham gia bộ phim truyền hình Những chàng trai bơi lội, được chuyển thể từ bộ phim 2015 có chủ đề LGBT tên là "Waterboyy", với các diễn viên Thitipoom Techaapaikhun, Chatchawit Techarukpong cùng các diễn viên khác. Bộ phim được phát sóng vào Chủ nhật hàng tuần bắt đầu từ ngày 9 tháng 4 trên đài GMM 25. Trong cùng năm đó, Fon tham gia Bangkok Love Stories (Chuyện tình Băng Cốc) trong phần Please (Xin vui lòng). Cô được ghép đôi với Tou Sedthawut Anusit, anh cũng là một trong những diễn viên chính trong Tuổi nổi loạn.
Năm 2018, cô đóng cặp với nam diễn viên Peach Pachara Chirathivat trong phim điện ảnh Nam thần xe ôm phần 1 (phần 2 chiếu năm 2019).

## Các phim đã tham gia

### Phim điện ảnh
| Năm  | Tên phim                    | Vai             | Ghi chú   |
| ---- | --------------------------- | --------------- | --------- |
| 2012 | ATM: Er Rak Error           | Gob             | Vai phụ   |
| 2012 | Seven Something             |                 | Khách mời |
| 2017 | Smile of Tomorrow           | Jane            | Vai chính |
| 2018 | Bikeman                     | Jarunee / "Jai" | Vai chính |
| 2019 | Bikeman 2                   | Jarunee / "Jai" | Vai chính |
| 2022 | Happy Ending                | Ja              | Vai chính |
| 2022 | The World of Killing People | Aim             | Vai chính |
| 2023 | Thunder Monk                | TBA             | Vai phụ   |
| 2023 | Dead Is All Around          | Dear            | Vai chính |
| TBA  | W                           | TBA             | Vai chính |

### Phim truyền hình
| Năm       | Tên phim                                   | Vai                             | Đài                |
| --------- | ------------------------------------------ | ------------------------------- | ------------------ |
| 2012      | Muad Opas 2                                | Pui                             | CH9                |
| 2013      | Carabao                                    | Nara (tập 16)                   | CH9                |
| 2013      | ATM 2: Koo ver Error Er Rak                | Gob                             | GMM One GTH On Air |
| 2013      | GTH Side Stories                           | Fon                             | GMM One            |
| 2013–2015 | Hormones: The Series                       | Dujdao "Dao" Jumruspaisarn      | GMM One GTH On Air |
| 2014      | ThirTEEN Terrors                           | Vee (Manutsavee)                | GMM 25             |
| 2015      | Torfun Kub Marvin                          | Lookpear                        | GMM One            |
| 2016      | Love Songs Love Series: Summer             | Best                            | GMM 25             |
| 2016      | U-Prince Series: The Badass Baker          | Sung                            | GMM 25             |
| 2016      | I Hate You, I Love You                     | Sol                             | LINE TV            |
| 2017      | U-Prince Series: The Playful Comm-Arts     | Sung                            | GMM 25             |
| 2017      | Water Boyy: The Series                     | Wan                             | GMM 25             |
| 2017      | Bangkok Love Stories: Please               | Ada                             | GMM 25             |
| 2017      | Club Friday Celeb's Stories: Usurp         | Bowie                           | GMM 25             |
| 2018      | Seua Chanee Gayng 3                        | Pinky (Tập 31)                  | GMM One            |
| 2018      | Muang Maya Live The Series: Sai Luerd Maya | Sirapatsorn Darasak / "Noeywan" | GMM One            |
| 2018      | Kiss Me Again                              | Sanwan                          | GMM 25             |
| 2018      | In Family We Trust                         | Sanan                           | GMM One            |
| 2019      | Boy For Rent                               | Smile                           | GMM One            |
| 2020      | Quarantine Stories                         | Yo (tập 9)                      | GMM 25             |
| 2020      | Fai Sin Chua                               | Narin                           | GMM 25             |
| 2020      | My Precious Bad Luck                       | Phunlap / "Great"               | CH3                |
| 2022      | Bad Romeo                                  | Primprao                        | CH3                |
| 2023      | Manee Phayabat                             | Jarawee                         | GMM One            |

### Truyền hình thực tế
| Năm  | Tên chương trình                      | Đài             | Vai trò   | Ghi chú     |
| ---- | ------------------------------------- | --------------- | --------- | ----------- |
| 2014 | Hormones: The Next Gen                | GMM One         | Khách mời | Tập 12-13   |
| 2015 | Tuen Pai Dhamma                       |                 | Khách mời | Tập 2       |
| 2015 | High School Reunion                   | GMM 25          | Khách mời | Tập 67      |
| 2015 | Loukgolf's English Room               | GMM 25          | Khách mời | Tập 70      |
| 2015 | Frozen Hormones                       | GMM One LINE TV |           |             |
| 2016 | Let's Play Challenge                  | GMM One         | Khách mời | Tập 19      |
| 2016 | Love Missions                         |                 | Khách mời | Tập 4       |
| 2017 | Game of Teens                         | GMM 25          | Khách mời | Tập 21-22   |
| 2018 | School Rangers                        | GMM 25          | Khách mời | Tập 68-69   |
| 2018 | Nadao's Vlog                          | YouTube         |           | Tập 1, 4, 8 |
| 2020 | GoyNattyDream - Tell Me All About You | YouTube         | Khách mời | Tập 6       |
| 2020 | The Wall Song                         | Workpoint TV    | Khách mời | Tập 118     |
| 2021 | If the World Doesn't Have GPS         | GMM One         | Khách mời | Tập 13      |
| 2022 | PearPlus Nud Joy                      | YouTube         | Khách mời | Tập 2       |
| 2022 | Funday Season 6                       | True4U          | Khách mời | Tập 3       |
| 2023 | Sound Check 2023                      | GMM One         | Khách mời | Tập 16      |

## Xuất hiện trong MV
| Năm  | Tựa đề                              | Ca sĩ thể hiện |
| ---- | ----------------------------------- | -------------- |
| 2011 | "หน่วง" (Hindrance)                  | Room 39        |
| 2012 | "รักล้านคำ" (A Million Words Of Love) | Alarm9         |
| 2012 | "ฉันคือ ตัวจริง" (I'll Be The Real One) | Funktion       |
| 2013 | "กอดไม่ได้" (I Can't Hug You)         | Bedroom Audio  |
| 2014 | "ไม่อยู่ในสายตา" (Not In Your Eyes)    | Dunk Punkorn   |
| 2014 | "อาบน้ำร้อน" (Hot Shower)             | Big Ass        |
| 2015 | "ย้อน" (Reverse)                     | Slot Machine   |
| 2015 | "จริงจังสักครั้ง" (No Status)            | Ging Muanpair  |